# Parakaempferia synantha
Espèce
Parakaempferia synantha est une espèce de plantes à fleurs de la famille des Zingiberaceae.
C'est l'unique espèce du genre Parakaempferia,
Elle est originaire d'Assam et d'Inde.

## Taxonomie
Le genre a été décrit par A.S.Rao & D.M.Verma et publié dans le Bulletin of the Botanical Survey of India 11: 206. 1971. L'espèce a été accepté dans le même ouvrage.